# Rivales (serie de televisión)
Rivals es una serie de televisión realizada para Disney+. Es una adaptación de la novela homónima de Jilly Cooper de 1988. Está protagonizada y actuada por un reparto que incluye a David Tennant, Aidan Turner, Katherine Parkinson, Victoria Smurfit, Alex Hassell, Nafessa Williams, Emily Atack y Danny Dyer.

## Sinopsis
Ambientada en 1986., el noble británico, diputado de la vieja guardia y rico Rupert Campbell-Black, nouveau riche procedente de la burguesía (aunque está casado con una mujer de vieja data) Lord Tony Baddingham tiene una rivalidad que se filtra en el mundo de la estación de televisión comercial independiente Corinium de Baddingham, ubicada en el condado (ficticio) de Rutshire, en la región de Cotswolds en el suroeste de Inglaterra. Baddingham trae al productor estadounidense Cameron Cook para ayudar a fortalecer la programación de Corinium, y contrata al dinámico periodista irlandés Declan O'Hara, esposo de la actriz Maud, fuera de la BBC.

## Elenco
- Alex Hassell como Rupert Campbell-Black
- David Tennant como Lord Tony Baddingham
- Aidan Turner como Declan O'Hara
- Victoria Pitufita como Maud O'Hara
- Bella Maclean como Agatha 'Taggie' O'Hara
- Catriona Chandler como Caitlin O'Hara
- Nafessa Williams como Cameron Cook
- Katherine Parkinson como Lizzie Vereker
- Oliver Chris como James Vereker
- Danny Dyer como Freddie Jones
- Lisa McGrillis como Valerie Jones
- Claire Rushbrook como Lady Monica Baddingham
- Luke Pasqualino como Basil 'Bas' Baddingham
- Louis Landau como Archie Baddingham
- Emily Attack como Sarah Stratton
- Rufus Jones como Paul Stratton
- Lara Peake como Daysee Butler
- Denise Black como Joyce Madden
- Annabel Scholey como Beattie Johnson
- Maggie Steed como Lady Gosling
- David Calder como Fergus Penney
- Hubert Burton como Gerald Middleton
- Guy Siner como el obispo Brenton
- Brendan Patricks como Henry Hampshire
- Rich Keeble como Brian Hetherington
- Gary Lamont como Charles Fairburn
- Anastasia Griffith como Helen Gordon
- Wendy Albiston como la señora Makepiece

## Producción
En agosto de 2022, se informó que Disney+ estaba planeando una adaptación de ocho partes de la novela Rivals de Jilly Cooper. Dominic Treadwell-Collins estuvo en el equipo de escritura y producción, mientras que Cooper y Felicity Blunt, el agente literario de Cooper, actuarían como productores ejecutivos del programa.  Se informó que la novela de los años 1980 tendría un «sesgo contemporáneo».
El director principal es Elliot Hegarty, quien también aparece acreditado como productor ejecutivo de los episodios 1 al 3. Eliza Mellor es productora de series. El proyecto es producido por Happy Prince con Alexander Lamb, Laura Wade y Lee Mason también como productores ejecutivos. Wade también es coguionista con Treadwell-Collins; la sala de guionistas incluye a Sophie Goodhart, Marek Horn, Mimi Hare, Clare Naylor, Dare Aiyegbayo, Kefi Chadwick, Tray Agyeman y Sorcha Kurien Walsh.

## Casting
El casting para los papeles principales se anunció en marzo de 2023, con David Tennant, Danny Dyer, Katherine Parkinson y Alex Hassell entre los elegidos. Ese mismo mes, Victoria Smurfit y Aidan Turner se sumaron al elenco.  En mayo de 2023, el elenco se completó con la incorporación de Lara Peake y David Calder a la serie.

## Rodaje
La serie, que comenzó a filmarse en marzo de 2023, fue una de las producciones iniciales que utilizaron TBY2, una instalación recién terminada en The Bottle Yard Studios en Hengrove, Bristol. El rodaje también tuvo lugar en Tetbury, Gloucestershire, en marzo de 2023.

### Estreno
La serie se estrenó en el Reino Unido e internacionalmente, incluida Australia, en Disney+ y en los Estados Unidos en Hulu el 18 de octubre de 2024.

## Recepción
El agregador de streaming Reelgood, que monitorea datos en tiempo real de 20 millones de usuarios en los EE. UU. de programas y películas de streaming originales y adquiridos en servicios de video a pedido por suscripción (SVOD) y video a pedido con publicidad (AVOD), informó que Rivals fue el décimo programa más transmitido en los EE. UU. durante la semana del 10 de octubre de 2024. .

#### Respuesta crítica
El sitio web agregador de reseñas Rotten Tomatoes informó un índice de aprobación del 94% con una calificación promedio de 7.7/10, basada en 17 reseñas de críticos. El consenso de los críticos del sitio web dice: "Una comedia cáustica con arrogancia, Rivals hace que la lucha de clases y el comportamiento malicioso sean una experiencia adictiva". Metacritic, que utiliza un promedio ponderado, asignó una puntuación de 84 sobre 100 en base a 12 críticos, lo que indica "aclamación universal".
Sophie Gilbert de The Atlantic afirmó que Rivals captura el indulgente mundo de intriga romántica y sátira de clase de Jilly Cooper. Elogió la mezcla de absurdo y placer serio de la adaptación, calificando la interpretación de Rupert hecha por Alex Hassell de excesiva y comprensiva. Gilbert encontró que el choque entre la industria televisiva de los años 80 y el entorno pastoral de los Cotswolds se unificaba mediante una sexualidad desenfrenada, lo que le agregaba un encanto exagerado. Gilbert afirmó que el programa equilibra el humor con el afecto por la era de Cooper y que su alegría y desenfado ofrecen un contraste bienvenido con las series de televisión recientes y más oscuras. Rachel Cooke, del New Statesman, dijo que Rivals rezuma "pura y pura alegría", celebrando Rutshire Chronicles de Jilly Cooper como un recorrido sin complejos por la vida británica de los años 80. Elogió el tratamiento de la adaptación como una pieza de época, que recuerda a Vanity Fair y The Forsyte Saga, elogiando su humor y su tono satírico mientras evitaba la autoconciencia. Ella encontró que el elenco conjunto, particularmente Hassell como Rupert Campbell-Black y Tennant como Lord Baddingham, ofrecieron actuaciones sobresalientes. Cooke describió el espectáculo como profundamente satisfactorio y entretenido, lleno de dobles sentidos y finales en suspenso, invitando a los espectadores a disfrutar del humor en los absurdos de las pretensiones sociales.
Lucy Mangan de The Guardian le dio a Rivals cinco de cinco estrellas. Dijo que la serie se lanza con energía audaz y adherencia al estilo original y sin complejos y escandaloso de Jilly Cooper. Mangan apreció que Disney+ conservara los elementos esenciales de la novela (el sexo, los excesos y las agudas observaciones sociales de Cooper) sin atenuarlos. Ella encontró que la adaptación era adecuada para equilibrar las actitudes exageradas de los años 80 con las sensibilidades modernas, destacando su "toque ligero" y su compromiso genuino de darle vida a Rutshire. Mangan afirmó que la alegría desenfrenada de la adaptación, combinada con un humor inteligente y una sensación de escapismo, sigue siendo fiel al espíritu de Cooper y ofrece una experiencia visual exuberante. David Opie de Empire calificó a Rivals con cuatro de cinco estrellas. Elogió la adaptación por preservar el atractivo escandaloso y adictivo de las novelas de Jilly Cooper, atribuyendo esto a la experiencia de Dominic Treadwell-Collins en el melodrama telenovela. Descubrió que el programa captura el espíritu indulgente de las telenovelas de máxima audiencia de los años 80, como Dallas y Dynasty, y complementa el generoso presupuesto y las actuaciones conscientes del elenco, especialmente David Tennant, Aidan Turner y Katherine Parkinson. Opie afirmó que la serie ofrece un “descontrol hedonista” y es un escape seguro y nostálgico que es a la vez explosivo e infinitamente disfrutable.